# Solitudine?
Solitudine? (Loneliness?) è un romanzo dello scrittore e sacerdote inglese Robert Hugh Benson pubblicato postumo nel 1915.

## Contenuti
La vicenda è ambientata nella Londra di inizio '900 con alcune scene collocate nella campagna scozzese.
Marion Tenterden, giovane cattolica di estrazione piccolo borghese, orfana di madre – la sua prima e fondante esperienza di solitudine - con un talento straordinario per il bel canto, nel volgere di poco tempo diviene una stella di prima grandezza sulla scena teatrale operistica londinese.
La rapida ascesa da quel “paesaggio monotono e ventuno lunghi anni privi di accadimenti,” (p.8) le apre le porte del gran mondo spalancando al tempo stesso “le porte della sua anima [facendo] uscire tutto quanto vi era contenuto [e reclamare] affinché il mondo intero vi entrasse,” (p.16).
Il successo pone le premesse di un legame con il giovane rampollo di una ricchissima famiglia di banchieri di tradizione anglicana, da poco elevati al rango e quindi particolarmente solleciti nell’aderire ai codici e alle convenzioni del loro tempo e del loro stato. La relazione del primogenito con una cantante lirica cattolica è ovviamente causa di dissidio.
Combattuta tra l’ebbrezza della nuova condizione e un buon senso che è anche portato della sua fede e che le consente di valutare con obiettività quanto le accade, la giovane Marion è posta di fronte a prove assai difficili che sono occasione di profonda riflessione sul senso del tutto.
Il racconto si dipana così tra incontri e monologhi interiori, in una sorta di Bildungsroman costruito secondo i modi del romanzo borghese ottocentesco, e sotto l’apparenza di un sentimentalismo di maniera rivela un duro conflitto tra le domande del mondo e le esigenze della coscienza.
Il finale, nel quale in certa misura si riflette la vicenda umana e spirituale dell’autore stesso, è una sintesi inaspettata, che passa dalla presa di coscienza che “non esiste solitudine per l’anima che inizia a comprenderne l’essenza,” (pag.367). Sarà la scoperta di questa essenza a riportare la pace nell’animo della giovane.

## Edizioni
- (EN)  Robert Hugh Benson, Loneliness?, Dodd, Mead & Company, 1915.

- (FR)  Robert Hugh Benson, L'epreuve De Marion Tenterden, Beauchesne, 1929.
- Robert Hugh Benson, Solitudine?, traduzione di Francesco Antonio Mangone (revisione di Stefano Chiappalone), Verona, settembre 2021, pp. 400, ISBN 978-8864099330, prima edizione italiana.[2]